# Route nationale 504
Die N504 war von 1933 bis 1973 eine französische Nationalstraße, die zwischen Le Coteau und Ruffieux verlief. Ihre Länge betrug 187,5 Kilometer. 1978 wurde zwischen Ambérieu-en-Bugey und Villarcher eine neue N504 gebildet:
- N 504 Ambérieu-en-Bugey - Pugieu
- N 504A Pugieu - La Balme
- N 521B La Balme - Yenne
- N 521A Yenne - Bourdeau
- N 514 Bourdeau - Villarcher

Diese wurde 2006 abgestuft.

## N504a
Die N504A war ein Seitenast der N504, der 1933 von dieser vor Pugieu abzweigte und nach Virieu-le-Grand führte. 1952 wurde sie abgestuft und 1957 wurde eine neue N504A gebildet, die ein kurzes Stück die erste Trassierung nutzte und dann zur N521B westlich von Yenne weiterlief. 1973 erfolgte die Abstufung. Die Längen betrugen 5 bzw. 18 Kilometer.